# 「魂リク」
『「魂リク」』（タマりく）は、福山雅治の弾き語りカバー・アルバム。 2015年4月8日発売。制作はユニバーサルJ。発売・販売元はユニバーサルミュージック。

## 解説
2000年3月25日から放送開始し、2015年3月28日の放送を以って終了となったニッポン放送『福山雅治のオールナイトニッポンサタデースペシャル・魂のラジオ』（通称：魂(たま)ラジ）番組内のレギュラーコーナー「魂のリクエスト」（通称：魂(たま)リク）での弾き語り音源をまとめたアルバム。「魂リク」とはリスナーから曲名と曲にまつわる思い出を募り、毎回福山がギターによる弾き語りを披露するというコーナー。1992年1月放送開始の『福山雅治のオールナイトニッポン』（1998年3月放送終了）の頃から足かけ23年続けてきた集大成として発売する運びとなった。急遽持ち上がったアルバム化の企画に対して福山は「本当は『魂ラジ』をやっているうち（3月中）に出したかったけど、間に合わない。」としながらも、少しでも早くアルバムを届けられるように放送終了直後の4月8日発売を決めた。
発売形態は「初回限定 Document of 「魂ラジ」 DVD付盤」「通常盤」2タイプでの発売となり、初回盤・通常盤ともにギター弾き語りコード譜付き歌詞ブックレット仕様。さらに、初回盤はスリーブケース（『福山雅治のオールナイトニッポン』放送開始当時にニッポン放送のスタジオで撮影された写真）、特典ブックレット（我が「魂ラジ」(福山、荘口彰久、小原信治による対談)）付きになっている。通常盤ジャケットは今回のアルバム制作にメイン・ギターとして使用した「マーティン OM-45」（1930年製）サウンドホール部分の写真（福山が撮影）を使用している。
2015年6月24日には初のアナログ盤を完全受注生産で発売した。

## 収録曲

### CD
1. 銭形平次
（作詞：関沢新一　作曲：安藤実親）
原曲：舟木一夫「銭形平次」
2. 元気を出して
（作詞・作曲：竹内まりや）
原曲：薬師丸ひろ子「元気を出して」
3. 長崎は今日も雨だった
（作詞：永田貴子　作曲：彩木雅夫）　
原曲：内山田洋とクール・ファイブ「長崎は今日も雨だった」
4. 心の旅
（作詞・作曲：財津和夫）
原曲：チューリップ「心の旅」
5. チェリー
（作詞・作曲：草野正宗）
原曲：スピッツ「チェリー」
6. 糸
（作詞・作曲：中島みゆき）
原曲：中島みゆき「糸」
7. コーヒールンバ
（訳詞：中沢清二　作曲：Perroni Jose Manzo）
原曲：Perroni Jose Manzo「Moliendo Café」
日本語カバー原曲：西田佐知子「コーヒールンバ」
8. Raining
（作詞・作曲：こっこ）
原曲：Cocco「Raining」
9. 雨やどり
（作詞・作曲：さだまさし）
原曲：さだまさし「雨やどり」
10. ZOO
（作詞・作曲：辻仁成）
原曲：川村かおり「ZOO」
11. さらばシベリア鉄道
（作詞：松本隆　作曲：大瀧詠一）
原曲：太田裕美「さらばシベリア鉄道」
12. 12月
（作詞・作曲：SION）
原曲：SION「12月」
13. Midnight Blue Train
（作詞・作曲：浜田省吾）
原曲：浜田省吾「Midnight Blue Train」

### 初回限定盤DVD
Document of 「魂ラジ」
我が「魂ラジ」1
元気を出して
我が「魂ラジ」2
銭形平次
我が「魂ラジ」3
雨やどり